# Атина (дем)
Вижте пояснителната страница за други значения на Атина.
Атина (на гръцки: Δήμος Αθηναίων, Дим Атина) е дем в област Атика и център на Атинския мегаполис. Дем Атина е най-гъсто населеният дем в Гърция като ядро на градската агломерация на Атина. Центърът на Атина и дема е площад Омония, а в рамките на дема са почти всички исторически, културни и съвременни забележителности на Древна Атина и съвременна Атина, както и седалищата на централните гръцки държавни учреждения и институции.
Демарх – Костас Бакоянис.